# Tordylium cappadocicum
Tordylium cappadocicum är en flockblommig växtart som beskrevs av Pierre Edmond Boissier. Tordylium cappadocicum ingår i släktet Tordylium och familjen flockblommiga växter. Inga underarter finns listade i Catalogue of Life.